# Lindos
Lindos (řecky Λίνδος) je město a obecní jednotka na ostrově Rhodos v Egejském moři, který je součástí souostroví Dodekanésos. Do roku 2011 tvořilo samostatnou obec. Nachází se v jihovýchodní části ostrova, přímo na pobřeží. Na severu sousedí s obecními jednotkami Archangelos a Kameiros, na západě s Atavyrosem a na jihu s Jižním Rhodem. Je jednou z deseti obecních jednotek ostrova. Od hlavního města Rhodos je vzdáleno přibližně 50 kilometrů.

## Obyvatelstvo
Obecní jednotka Lindos se skládá z 5 komunit. V závorkách je uveden počet obyvatel komunit a sídel.
- Obecní jednotka Lindos (3957)
  - komunita Kalathos (502) — Kalathos (502),
  - komunita Laerma (361) — Laerma (361),
  - komunita Lardos (1380) — Lardos (1380),
  - komunita Lindos (1087) — Lindos (819), Pefki (268),
  - komunita Pylonas (627) — Pylonas (627),

## Historie

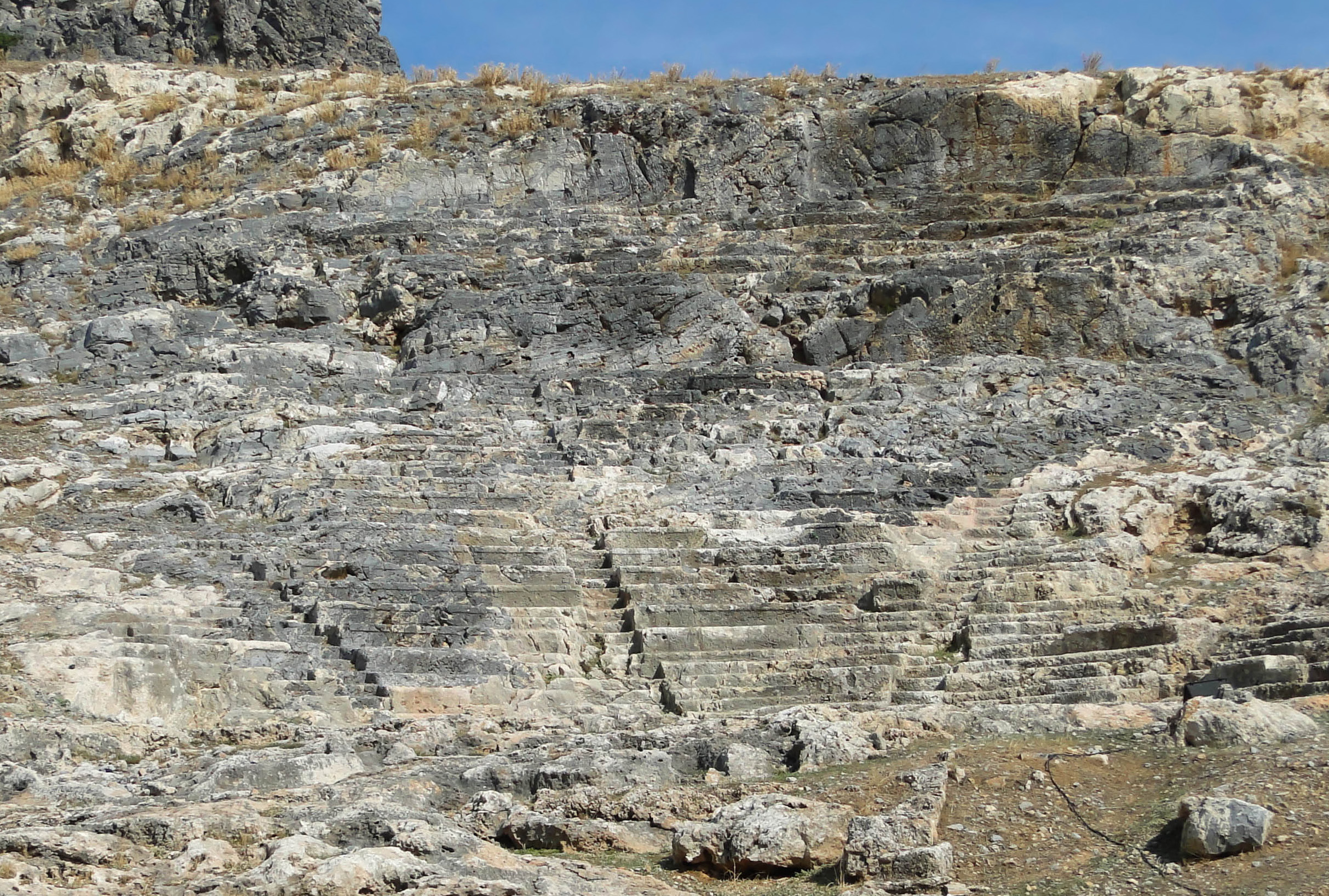
Starověké řecké divadlo v Lindosu

Lindos založili Dórové vedení králem Tlepolemusem z Rhodu, kteří se na ostrově vylodili někdy v 10. století př. n. l. Byl jedním ze šesti dórských měst v této oblasti, známé jako dórská hexapolis. Poloha Rhodu na přirozené křižovatce mezi Evropou a Blízkým východem z něj učinila místo setkávání Řeků s Féničany. Lindos se tak kolem 8. století př. n. l. stal významným obchodním střediskem. Po založení města Rhodos v 5. století př. n. l. jeho význam upadl.
V klasickém období městu vévodil velký chrám Athény Lindské, který získal svou konečnou podobu někdy kolem roku 300 př. n. l. Tato přirozená bašta byla postupně opevňována starověkými Řeky, Římany, Byzantinci, Johanity a osmanskými Turky. Archeologické práce na zdejším nalezišti jsou proto velmi náročné a nálezy se obtížně interpretují.
V helénistickém období a během římské nadvlády se posvátný okrsek rozrostl o další stavby, které však v době raného středověku ztratily svůj význam. Ve 14. století je pak částečně překryla mohutná pevnost, kterou zde na obranu ostrova proti Osmanské říši vybudovali rytíři řádu johanitů.

### Chrám Athény Lindské

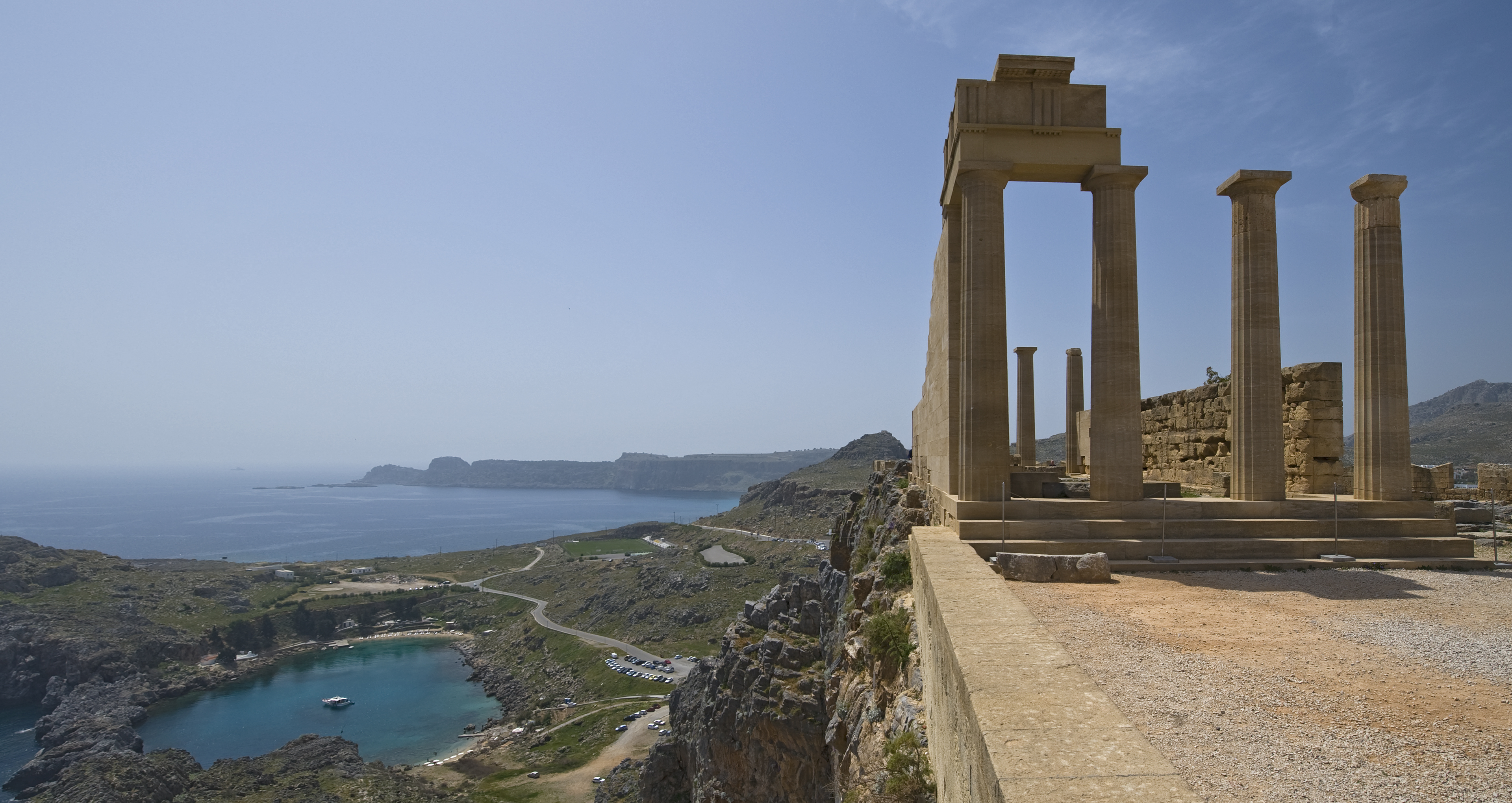
Ruiny chrámu

Chrám Athény, který vévodil lindské akropoli, stál na místě s mnohem starší náboženskou tradicí. Je pravděpodobné, že ještě před jeho výstavbou sloužilo toto místo jako kultovní prostor pro místní bohyni – nacházelo se totiž nad přírodní jeskyní ve skále, která mohla být dřívějším posvátným místem. První monumentální chrám zde vznikl v 6. století př. n. l., patrně z podnětu Kleóbulose z Lindu, jednoho ze sedmi mudrců starověkého Řecka. Původní kultovní socha Athény Lindské byla podle drobných sošek darovaných věřícími rekonstruována jako sedící postava s obřadní korunou.
Po požáru v roce 342 př. n. l. byl chrám přestavěn na konci 4. století př. n. l. v dórském stylu, s rozměry 7,75 x 21,65 metru. Nová socha Athény, zobrazovaná jako stojící postava se štítem, mohla být v nadživotní velikosti a byla připevněna ke stěně svatyně. Na hlavě měla místo helmy látkovou pokrývku. Význam svatyně dokládá i skutečnost, že sem přinášel oběti Alexandr Veliký a další helénističtí panovníci, kteří chrám obdarovávali obřadními dary, často ve formě válečných trofejí. Některé z nich byly natolik slavné, že se dochovaly v chrámové kronice – například díla sochaře Boitha nebo malíře Parrhasia z Efesu.

## Osobnosti města
- Kleobúlos z Lindu jeden ze sedmi mudrců starověku
- Chárés z Lindu sochař, stavitel Rhódského kolosu

## Zajímavosti
- Natáčely se zde některé scény ze známého filmu Děla z Navarone z roku 1961.

## Galerie

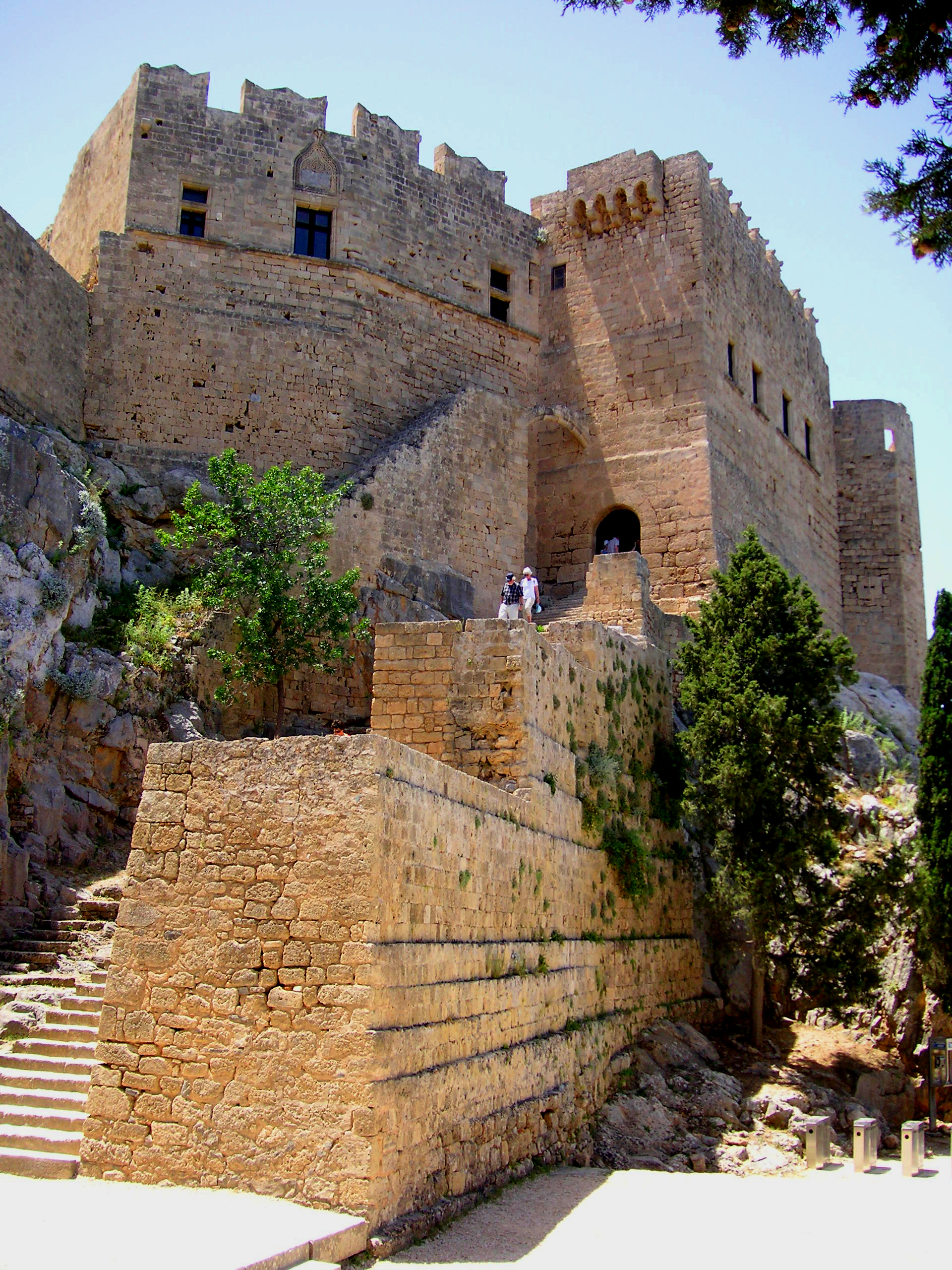
Středověká brána na Akropoli
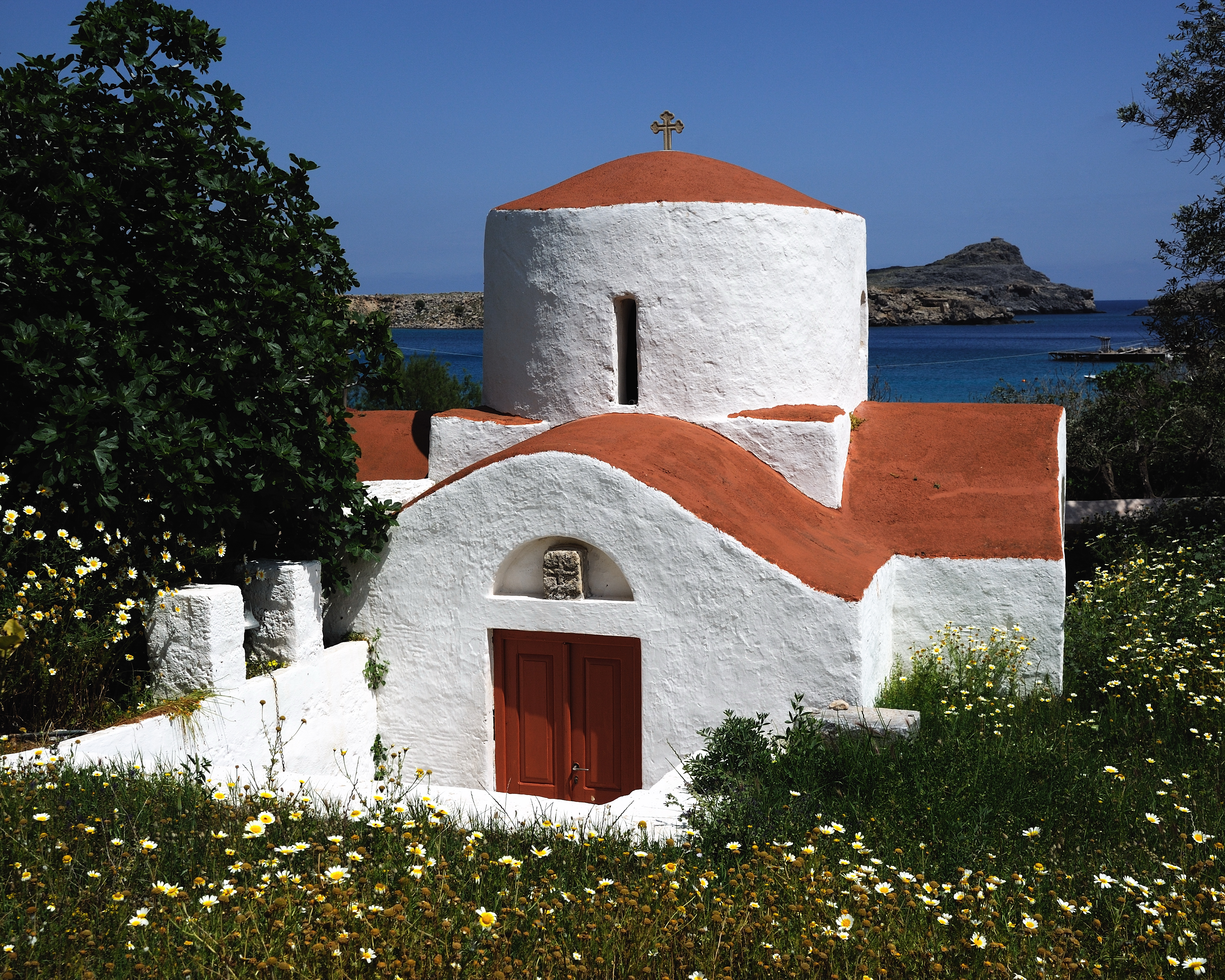
Řecký ortodoxní kostel svatého Petra z 13. století
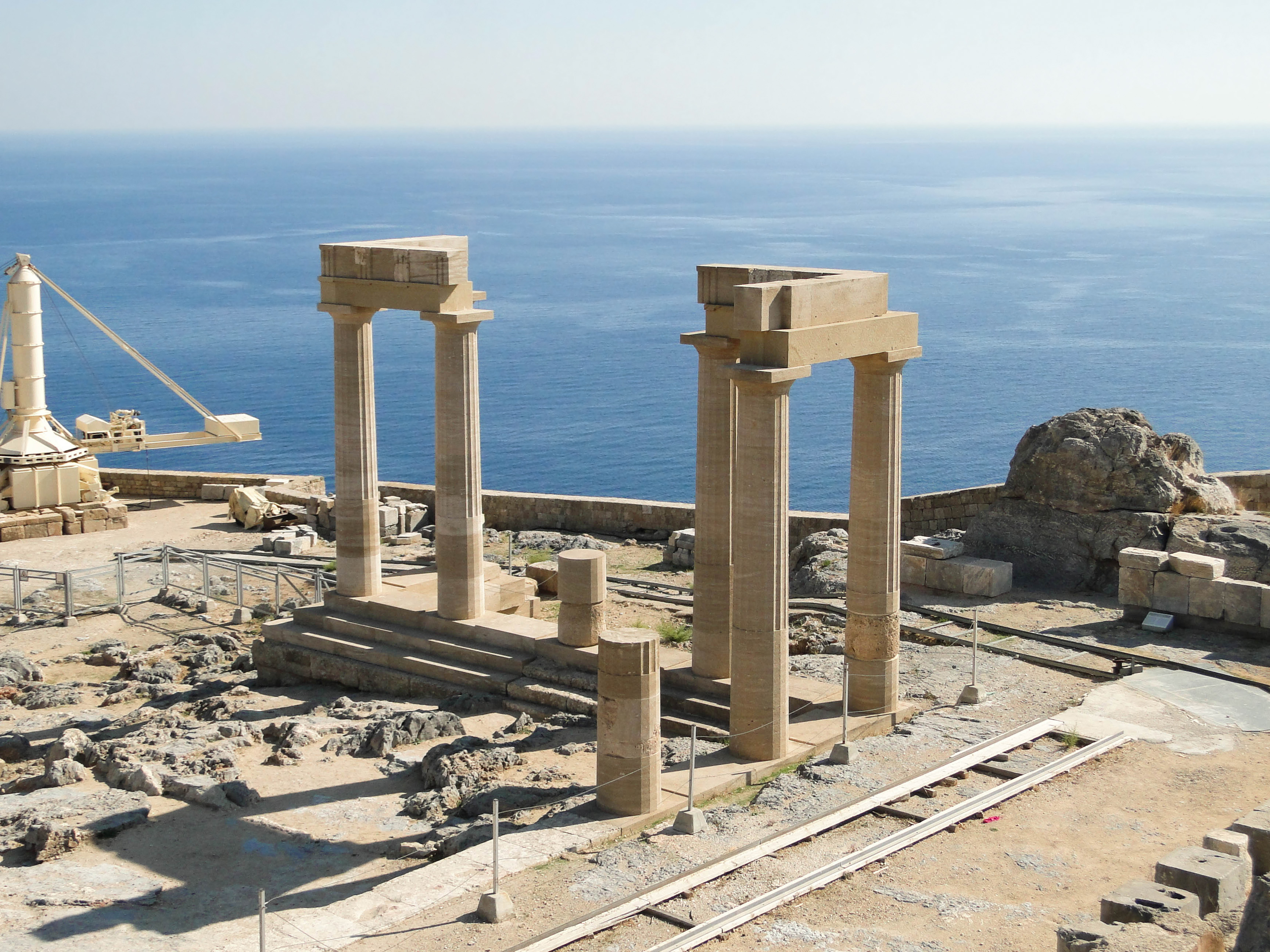
Hellénské sloupy
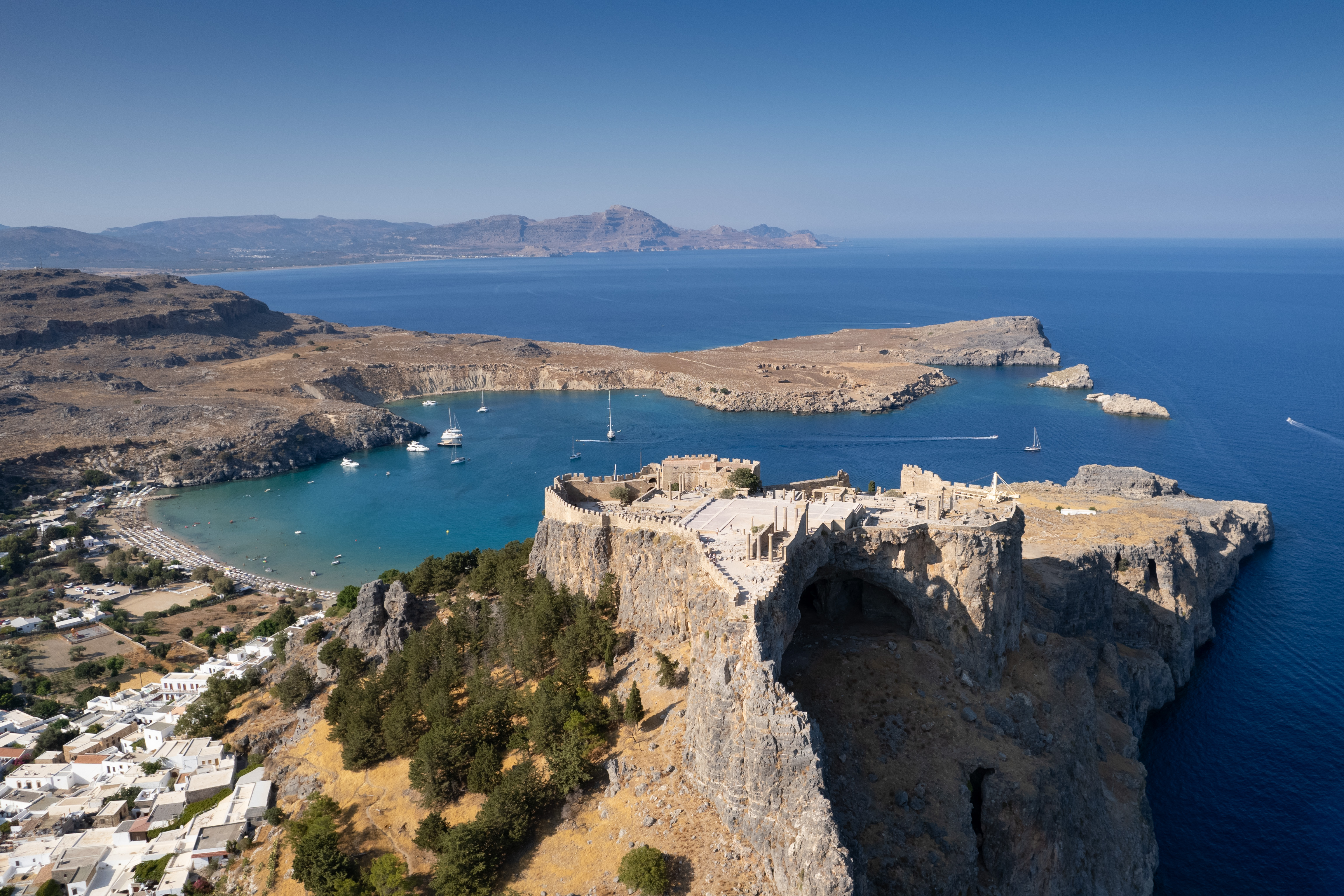
Letecký pohled